# Serra de Gallauba
La Serra de Gallauba és una serra situada entre els municipis de Lladorre i de la Vall de Cardós a la comarca del Pallars Sobirà, amb una elevació màxima de 2.284 metres.